# Kwame Donkoh Fordwor
Kwame Donkoh Fordwor (* 29. August 1933 in Kumasi) ist ein ghanaischer Ökonom und war dritter Präsident der Afrikanischen Entwicklungsbank (AfEB).

## Leben
Fordwor wurde als sechstes Kind der Eltern Kofi Duro und Yaa Amoakowaa geboren; zwei seiner Geschwister waren jedoch bereits verstorben. Sein Vater war der leitende Zimmermann in der Obuasi- und später der Bibiani-Mine und verstarb 1943, seine Mutter verrichtete Arbeiten in der Landwirtschaft, Holzkohleverarbeitung sowie Verkauf von Essen oder Waxtüchern. Er heiratete am 29. Oktober 1960 Cecilia Osei, mit der er zusammen sechs Kinder, zwei Jungen und vier Mädchen, bekam.
Er ging in die St. Joseph’s Catholic Boys School in Ashanti New Town und ging danach 1950 in die St. Augustine’s College in Cape Coast, das er 1954 mit Abschluss verließ. Er bekam 1956 ein Stipendium von der United Africa Company (U.A.C), um an der Kwame Nkrumah University of Science and Technology studieren zu können, das er 1959 erfolgreich verließ. Nach dreieinhalb Jahren als Accountant (Rechnungs- und Wirtschaftsprüfer) für die U.A.C. in Kumasi, Sekondi-Takoradi und Accra, ging er an die Wharton Graduate School of Business der University of Pennsylvania, das er 1965 mit einem Master of Business Administration (Finance) und Master of Arts (Pure Economics) 1965 erfolgreich abschloss; das Thema seiner MBA war 'The impact of Independence on Ghana's Balance of Payment', das seiner MA 'An evaluation of statistics in Ghana's Balance of Payment'. Im Januar 1966 begann er seine Promotion, die er im Dezember 1970 mit 'An evaluation of Ghanaian state-owned industrial projects' abschloss, für die er im Mai 1971 den Ph.D. verliehen bekam.
Während seiner Promotion arbeitete er als Investment Officer for South East Asia für die Internationale Finanz-Corporation der Weltbank in Washington, D.C., die er nach drei Jahren im März 1971 in Richtung Ghana verließ, um Vorstandsvorsitzender des Capital Investments Board zu werden. Während seiner Zeit putschte das Militär am 13. Januar 1972 und viele verließen das Land. Das Capital Investment Board gewann an Marktmacht, zu Ungunsten der Bank of Ghana. Am 16. Januar 1974 wurde Fordwor zum Special Assistant des Head of State on Finance (Staatsleiter der Finanzen) ernannt, womit er de facto Finanzkommissar Ghanas wurde, wie er sagte.

## Politik
Auf dem 11. Jahreskongress 1975 der AfDB in Dakar kam es zu bei der Stichwahl um die Präsidentschaft zwischen Fordwor und Salem Mohammad Moeish aus Libyen zu einem Patt und der Vertagung auf den nächsten Jahreskongress. Im Mai 1976 wurde Fordwor in Kinshasa mit 50,66 % der Stimmen (36,77 bzw. 6,44 % für die beiden Gegenkandidaten, 6,03 % enthielten sich) zum dritten Präsident der AfEB gewählt, während seiner Präsidentschaftszeit erhöhte er die Eigenkapitalmittel von 200 Mio. auf 6,3 Mrd. US-Dollar und änderte 1977 die Firmenphilosophie dahingehend, dass auch nicht-afrikanische Staaten Mitglieder in der AfEB sein können oder Büros außerhalb Afrikas zu eröffnen, was von einigen Staaten, darunter Algerien und Nigeria, scharf kritisiert wurde, weil dies den afrikanischen Charakter der Bank zerstöre. Jedoch befanden sich viele afrikanische Staaten in starken finanziellen Turbulenzen, ausgelöst von der Ölpreiskrise 1973 und 1979/80, was auch die AfEB zum Handeln zwang, was aber schwer viel, da die verschiedenen Mitgliedsstaaten andere Ansichten hatten. Auf dem Jahreskongress 1979 in Abidjan wurde Fordwor öffentlich vorgeworfen, er habe eigenmächtig, ohne Absprache mit dem Direktorium (Board of Governors), gehandelt, Miss- und Vetternwirtschaft betrieben, z. B. eine Vielzahl von Ghanaern eingestellt oder eigenwillig und ohne Absprache einen Vertrag in Höhe von 1,5 Mio. US-Dollar mit der Harvard University abgeschlossen zu haben und generell die neutrale Haltung eines Präsidenten des AfDB falsch ausübe. Am 19. Juni antwortete Fordwor auf die Vorwürfe. Auf einer Sondersitzung am 25. Juni wurde mit einer Resolution der Vorstandsmitglieder Fordwor aufgefordert, sein Amt niederzulegen. In den darauffolgenden Tagen gab es heftige Diskussionen, über die Rechtmäßigkeit der Resolution. Am 18. Juni 1979 wurde mit der Resolution Nr. 79 und der Stimmung des Direktoriums beschlossen, Fordwor des Amtes zu entheben; der Vizepräsident Goodall Gondwe übernahm interim.
1979 wurde der sehr gläubige Fordwor von Papst Johannes Paul II. für sein Bekenntnis zum Glauben und zur Religion zu einer Audienz empfangen.
Von 1980 bis 1985 arbeitete für die Regierung von Sierra Leone am Kimberlite Diamond Project.
Von 1986 bis 1992 war er Vorsitzender der Southern Cross Mining Limited, einer Goldmine, in Konongo.

## Zitate
“It is generally agreed that one of the main reasons for the very poor political and economic record of Africa has been the failure of the countries to adopt the democratic system of government.”

„Man ist sich mehrheitlich einig, dass einer der Hauptgrund für die sehr schlechte politische und ökonomische Entwicklung Afrikas im Scheitern liegt, die demokratische Staatsform einzuführen.“